# Ester 7

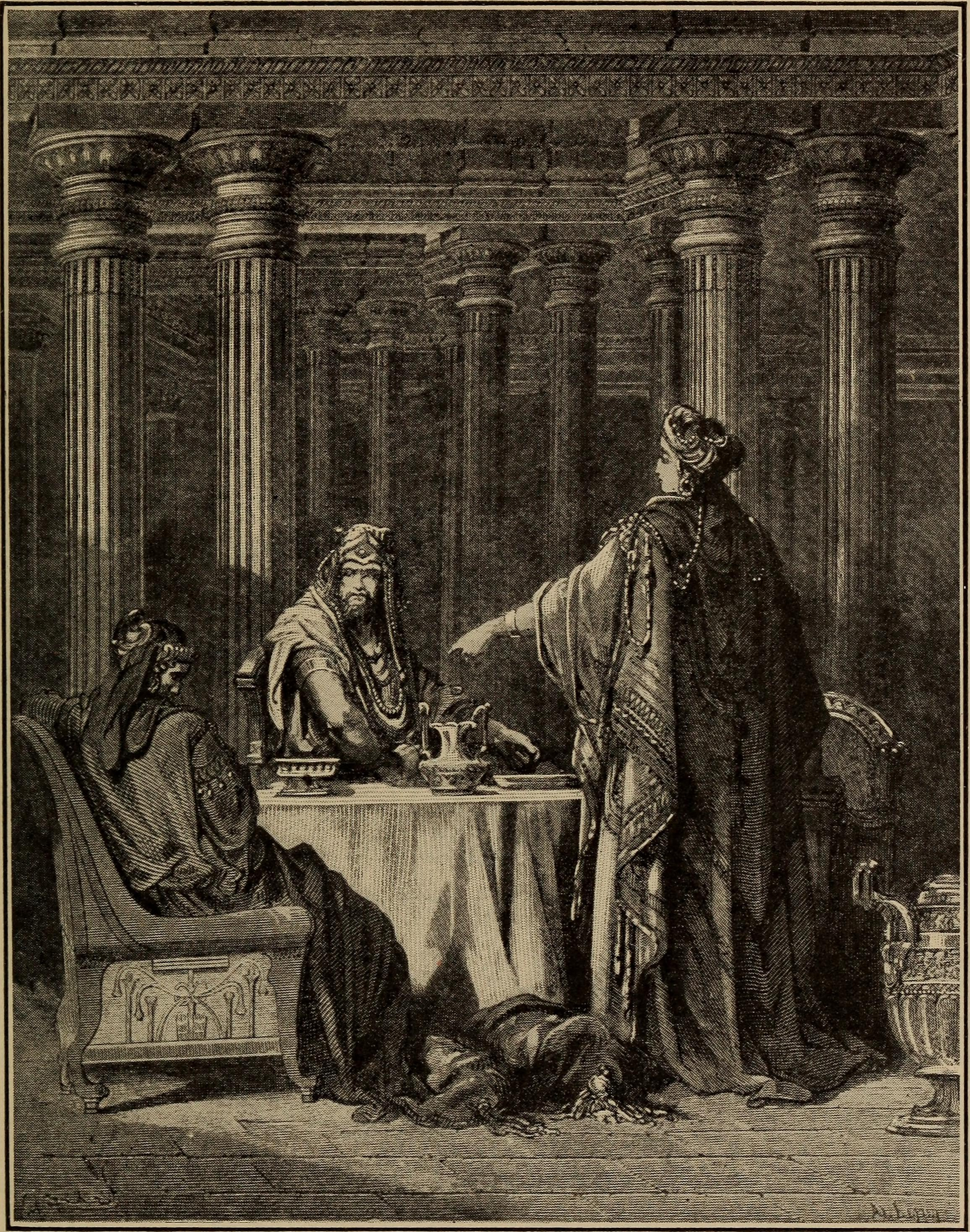
Ester acusando a Amán, de Gustav Doré. En Heermans, Josephine Woodbury (1903) Stories from the Hebrew (Historias del hebreo)

Esther 7 es el séptimo capítulo del Libro de Esther en la Biblia hebrea o el Antiguo Testamento de la Biblia cristiana , Se desconoce el autor del libro y los estudiosos modernos han establecido que la etapa final del texto en hebreo se habría formado en el siglo II a. C. Los capítulos 3 a Ester 8 contienen las nueve escenas que conforman la trama del libro. Este capítulo narra el segundo banquete de Ester. El rey Asuero estaba decidido a concederle cualquier petición, por lo que Ester le habló de la amenaza de muerte que pesaba sobre su pueblo e identificó a Amán como el autor del genocidio planeado. El rey salió furioso a su jardín, pero regresó poco después al ver a Amán aparentemente amenazando a Ester en su diván. Esto provocó que el rey ordenara colgar a Amán en la misma horca que Amán había preparado para Mardoqueo.

## Texto
Este capítulo fue escrito originalmente en lengua hebrea y, desde el siglo XVI, se divide en 10 versículos.

### Testimonios textuales
Algunos manuscritos antiguos que contienen el texto de este capítulo en hebreo pertenecen al Texto masorético, que incluye el Codex Leningradensis (1008).
También existe una traducción al griego koiné conocida como la Septuaginta, realizada en los últimos siglos a. C. Los manuscritos antiguos que se conservan de la versión Septuaginta incluyen el Codex Vaticanus (B; {\displaystyle {\mathfrak {G}}}B; siglo IV), el Codex Sinaiticus (S; BHK: {\displaystyle {\mathfrak {G}}}S; siglo IV) y el Codex Alexandrinus (A; {\displaystyle {\mathfrak {G}}}A; siglo V).

## Esther revela el complot de Amán (7:1–6)

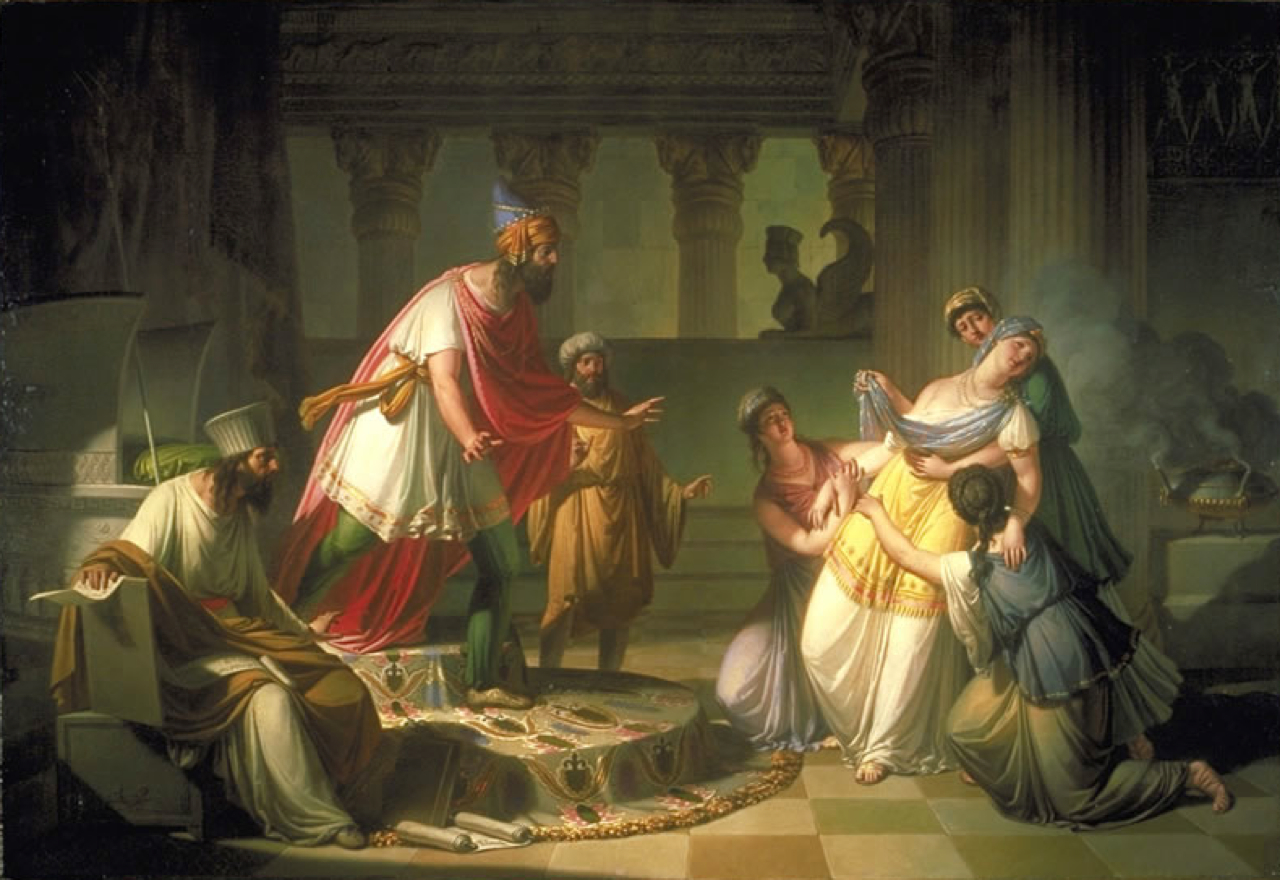
Esther ante Asuero, de Franc Kavčič, 1815

Esta sección narra cómo Ester finalmente revela el genocidio planeado contra su pueblo (identificándose por primera vez como miembro de este) y luego «pide que se perdone la vida de todo este grupo
». El rey estaba decidido a concederle cualquier petición, por lo que Ester habló sobre la amenaza de muerte que pesaba sobre su pueblo e identificó a Amán como el
autor del genocidio planeado. El rey se quedó perplejo, ya que pensaba que estaba autorizando un plan de servidumbre en lugar de un exterminio, lo que le dio a Ester la oportunidad de identificar a Amán como el
autor.

### Versículo 3
Entonces la reina Ester respondió y dijo: "Si he hallado gracia ante tus ojos, oh rey, y si es voluntad del rey, que se me conceda la vida, que es mi petición, y la vida de mi pueblo, que es mi ruego.
Por primera vez, Ester se dirigió al rey en segunda persona,
«si he hallado gracia ante tus ojos», en lugar de la costumbre de usar la tercera persona, «si he hallado gracia ante el rey», como en 5:8, lo que indica que ahora está «lista para ser directa en sus peticiones, así como en su identidad».

### Versículo 5
Entonces el rey Asuero respondió y dijo a la reina Ester: «¿Quién es él, y dónde está, que se atreve a hacer tal cosa?»
- «¿Quién es él, y dónde está?»: del hebreo: מי הוא זה ואי זה הוא, mî hū zeh wə-’ê zeh hū.[11] Esta frase transmite las consonantes de אהיה («Yo soy»), fundamental en la autorrevelación de Dios en Éxodo 3:14.[12] Al igual que el nombre divino de Dios, YHWH, se oculta deliberadamente mediante el estilo literario de los acrósticos en cuatro versículos del Libro de Ester (versículos Ester 1:20; Ester 5:4; Ester 5:13 y 7:7),[13] este está formado por las letras finales, escritas en «mayúscula» (más grande que el resto) en algunos manuscritos con autoridad masorética.[14] Hay una superposición parcial de caracteres finales contiguos que produce este título divino cuando se lee de derecha a izquierda, o viceversa:[12]

de derecha a izquierda: הז יוא הז אהו
de izquierda a derecha: אהו הז יוא הז.

## Amán es ahorcado (7:7–10)

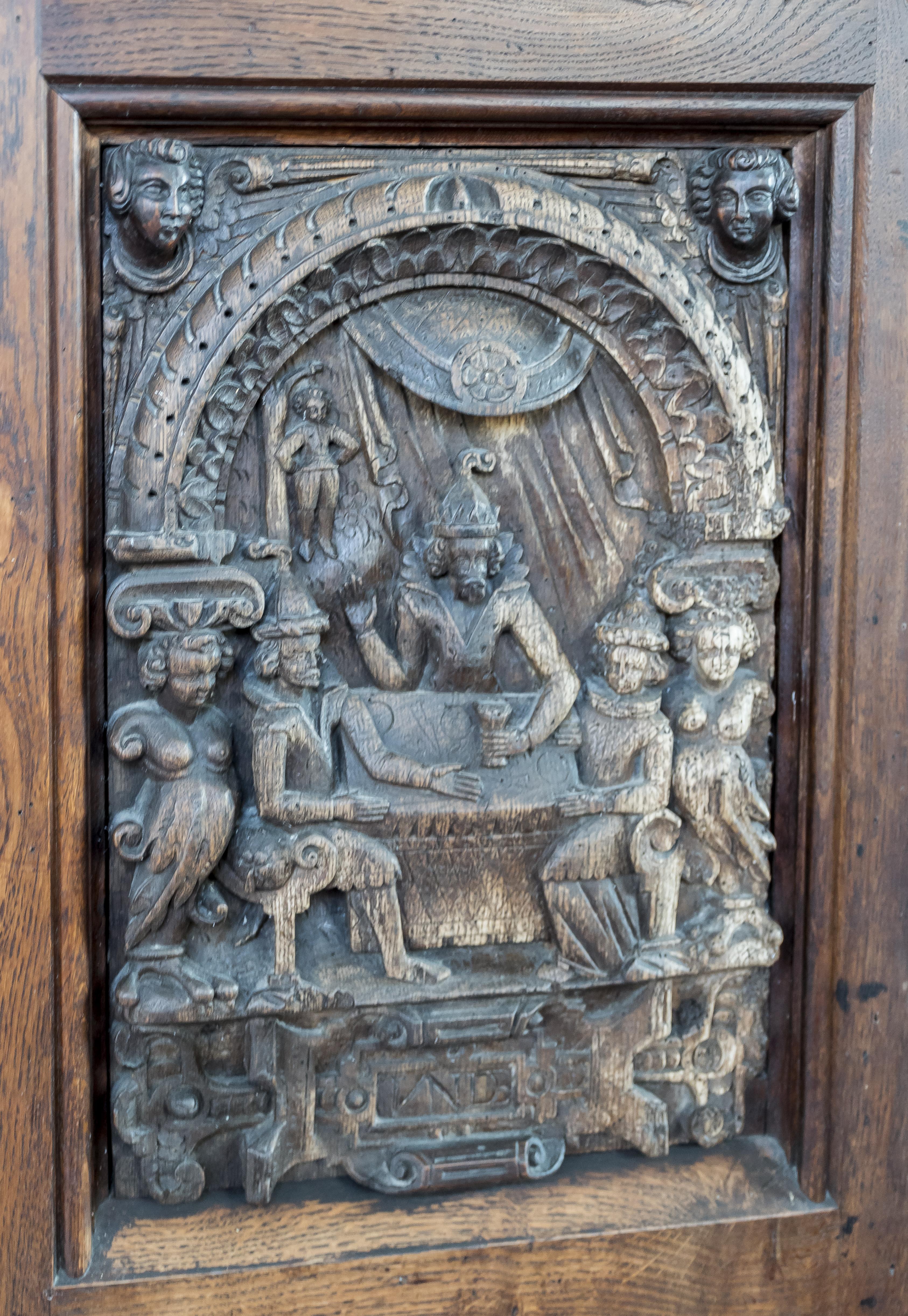
Las figuras talladas en relieve en la arcada ornamental narran la historia del Libro de Ester; el rey y Ester están sentados en el banquete con Haman. Asuero le está entregando una copa a Amán. Al fondo se ve la horca, con la diminuta figura de Amán colgando de ella. Púlpito de la iglesia de San Martín. Arthur Mee, 1938.

Tras escuchar las palabras de Ester, el rey salió furioso a su jardín, pero no dijo nada sobre revocar el edicto de Amán. A solas con Ester, Amán, aterrorizado, suplicó clemencia y acabó cayendo sobre el diván en el que ella estaba recostada, justo cuando el rey regresaba a la sala. Esto condujo al giro culminante de la historia, que se produce a nivel personal, ya que el rey solo actúa cuando su propia esposa se ve aparentemente amenazada por Amán, al igual que promulgó el decreto de que «todos los hombres serán dueños en sus casas» (KJV) solo después del desafío de su anterior esposa. El rey ordenó que colgaran a Amán en la horca que él mismo había preparado (cf. KJV; KJV). El empalamiento del hombre que conspiró contra la reina y Mardoqueo, que salvó al rey, tiene una similitud con el empalamiento de los conspiradores contra el rey relatado por Mardoqueo (Ester 2:21). Tras eliminar la amenaza inmediata para su esposa, «el rey se calmó» (KJV, al igual que en KJV cuando había tratado con Vasti).

### Versículo 7
«Y el rey, levantándose de la mesa del banquete del vino, se fue a su palacio, y Amán se levantó para suplicar por su vida a la reina Ester, porque vio que había mal determinado contra él por parte del rey».
- «Porque vio que el rey había decidido su perdición»: del hebreo: «porque vio que la calamidad había sido decidida para él por el rey»; NAB: «el rey había decidido su perdición»; NRSV: «el rey había decidido destruirlo»; NET Bible: «porque se dio cuenta de que el rey había decidido un final catastrófico para él».[17] Está registrado en la Masorah (notas al pie del texto de la Biblia en hebreo) de al menos tres manuscritos antiguos,[14] y señalado al menos ya en el siglo XIII por Bachya ben Asher, que el nombre divino de Dios, YHWH, está presente en cuatro versículos del Libro de Ester, pero está deliberadamente oculto mediante el estilo literario de los acrósticos, formados por los caracteres iniciales o finales de palabras consecutivas y contiguas del texto.[13] Una de estas apariciones se encuentra en esta frase del versículo 7:7 (otras se encuentran en Ester 1:20; Ester 5:4; Ester 5:13), con el nombre divino escrito con las letras finales en «mayúsculas» (más grandes que el resto) y escrito hacia adelante (leyéndose de derecha a izquierda).[13] El significado de las letras finales está relacionado con la interpretación de que Dios está llevando a cabo el «fin» que había determinado para Amán,[14] y la posición hacia delante se debe a que aquí «Dios gobierna activamente, subrayando su iniciativa y su interposición directa».[18]

| Dirección de lectura   | Orden de las palabras | Orden de las palabras | Orden de las palabras | Orden de las palabras |
| ---------------------- | --------------------- | --------------------- | --------------------- | --------------------- |
| De derecha a izquierda | 4                     | 3                     | 2                     | 1                     |
| En hebreo              | ההרע                  | ואלי                  | הכלת                  | יכ                    |
| De izquierda a derecha | 1                     | 2                     | 3                     | 4                     |
| Transliteración        | kî(Y)                 | ḵā-lə-ṯāH             | ê-lāW’                | hā-rā-‘āH             |
| Español                | que                   | fue_determinado       | contra_él             | mal                   |

## Comentarios

### De la Iglesia católica

#### A todo el capítulo
La confrontación entre el pueblo de Dios y sus enemigos alcanza su momento decisivo con la intervención de Ester. Tras preparar cuidadosamente su estrategia y el banquete, presenta al rey su petición y revela con firmeza la maldad de Amán. Su convicción logra que el monarca reconozca la perversidad de aquel que había tramado el exterminio, dictando contra él la sentencia de muerte. La justicia prevalece y Amán termina colgado en la misma horca que había destinado a Mardoqueo. De este modo, se confirma la enseñanza del Salmo: los malvados acaban desapareciendo como el humo, mientras la fidelidad al Señor permanece.

## Lectura adicional
- Bush, Frederic W. (2018). Ruth-Esther. Word Biblical Commentary 9. Zondervan Academic. ISBN 978-0310588283.
- McConville, J. G. (1985). Ezra, Nehemiah, and Esther. The Daily Study Bible: Old Testament. Westminster John Knox Press. ISBN 978-0664245832. Consultado el October 28, 2019.